# Stram Kurs
Stram Kurs er et dansk højreradikalt politisk parti stiftet i 2017 af advokat og politiker Rasmus Paludan. Det vil modarbejde og forbyde islam i Danmark, og dets politik er beskrevet som antimuslimsk
Den 6. maj 2019 blev partiet opstillingsberettiget til Folketingsvalget 2019, hvor det fik tildelt partibogstavet P, men kom med 1,8% af stemmerne ikke ind i Folketinget.
Partiet Stram Kurs har fra juli 2020 hovedkvarter i Rødkærsbro. Den tidligere adresse var på Enghavevej i København SV.

## Historie
Rasmus Paludan lod 16. marts 2017 i Det Centrale Virksomhedsregister forløberen til "Stram Kurs" registrere under navnet Danmarks Uafhængigheds Parti (i kategorien "Frivillig forening"). Navnet ændredes 19. juni 2017 til Handling og 29. juni til det nuværende "Stram Kurs". Stiftelsen og eksistensen af partiet var dog ikke offentliggjort endnu. Rasmus Paludan bekendtgjorde sine planer for partiet Stram Kurs i en tale under en demonstration afholdt af foreningen Stop Islamiseringen af Danmark i Roskilde den 15. juli 2017.
Partiet blev formelt lanceret 18. juli 2017.
Partiets YouTube-kanal var oprettet 17. juli 2017, og det første budskab på kanalen fra partiets stifter blev udsendt samme dag.  Få dage efter annonceringen af partiets tilblivelse erklærede det, at det havde modtaget "et overvældende antal vælgererklæringer", selvom partiet endnu kun var få dage gammelt. Partiets facebookside er dog først oprettet året efter d. 30. juli 2018.
Op til kommunalvalget i november 2017 vakte partiet opmærksomhed med en plakat, der opfordrede til at sende 20 navngivne personer ud af landet, "evt. med faldskærm", som det blev formuleret. Det fik samfundsdebattør Mazen Ismail, som var en af de 20 på plakaten, til at reagere med en humoristisk video på sin facebookside, og han foretog et faldskærmsudspring i samarbejde med Dansk Faldskærms Union, dog ikke udlandet, men over Haslev på Sjælland. Selv stillede partiet op til kommunal- og regionsrådsvalget i 2017 i flere kommuner og to regioner. Rasmus Paludan stillede op som spidskandidat i Københavns Kommune og Region Hovedstaden.
Et af partiets slagnumre er at afholde demonstrationer, der oftest foregår midt i eller tæt ved boligområder, som er på regeringens ghettoliste. Det har dog gentagne gange vist sig, at der ved nogle af disse demonstrationer kun er kommet ganske få deltagere.
Selvom partiets sigte fra begyndelseni 2017 var at kunne stille op til Folketinget, havde det i juli 2018 endnu kun nået at indsamle 142 vælgererklæringer.
I forbindelse med Skolevalg 2019 vakte det opsigt, at partiet, der ikke var et af de partier, som var udset til at deltage i valget, lancerede sit eget kampagnemateriale til landets skoleelever, og samtidigt opfordrede eleverne til at tilføje partiets navn på stemmesedlen. Endvidere lancerede partiet en YouTube-playliste med 24 politiske mærkesager til landets skoleelever.
28. april 2019 indleverede partiet 21.612 vælgererklæringer til Økonomi- og Indenrigsministeriet for at blive godkendt som opstillingsberettiget til det næste folketingsvalg.
Den 1.-3. maj 2019 gennemførte YouGov en meningsmåling der viste, at 3,9% af vælgerne agtede at stemme på partiet. YouGovs kommmunikationschef Lars Gylling udtaler, at "Rasmus Paludan har simpelthen aktiveret en del af sofavælgerne". Megafons måling nogle dage tidligere gav en tilslutning til partiet på 2,7%. I Voxmeters måling fra uge 18 2019 opgives Stram Kurs' tilslutning at være på 2,4% af vælgerne.
Folketingsvalgkampen 2019's første registrerede forsøg på digital manipulation fra internettrolde involverede indirekte Stram Kurs, idet en række brugere fra internetforummet 4chan manipulerede en vælgerafstemning på Ekstra Bladets hjemmeside, så Stram Kurs fik adskillige tusinde ekstra stemmer og en overgang så ud til at blive valgtes største parti. Ekstra Bladet fjernede afstemningen fra hjemmesiden.
I marts 2020 blev det afgjort, at partiet skulle miste alle sine vælgererklæringer, da der var foregået fusk med disse. Efterfølgende stiftede Rasmus Paludan et søsterparti, Hard Line, som skulle indsamle vælgererklæringer. Planen var, at de to partier skulle fusionere, hvis det lykkedes at indsamle tilstrækkelige vælgererklæringer til at blive opstillingsberettiget, således at Stram Kurs igen kunne stille op til Folketingsvalg. Efter interne stridigheder i Hard Line og en stilstand i indsamlingen af vælgererklæringer har Rasmus Paludan dog stiftet et nyt parti, Nej til Islam i Danmark, der skal agere søsterparti i stedet for Hard Line og indsamle vælgererklæringer. Fredag den 5. juni 2020 blev en knivbevæbnet mand skudt i benet af politiet ved en Stram Kurs-demonstration i Gellerup (Aarhus).

## Politik

### Grundlag og hovedspørgsmål
Stram Kurs siger, at partiets filosofiske grundlag er etnonationalistisk utilitarisme. Det implicerer "mest muligt lykke til flest mulige etniske danskere". Partiet definerer en etnisk dansker som "en person, der har dansk statsborgerskab fra fødslen og ikke har andre statsborgerskaber. Danskere har dansk som modersmål og er en del af den danske kultur [...]" Afstamning er videre også et element i at være etnisk dansker. Den ideologiske forståelse har to facetter:
1. dels en identitaristisk forståelse, som skal bidrage til et "etnisk, kulturel, religiøs, sproglig og normativt fællesskab”, og som skal forbedre den nationale homogenitet. Størstedelen af beboerne i Danmark skal være danskere, som bekender sig til de samme normer og værdier, herunder blandt andet etnisk, sprogligt, religiøst og kulturelt;
2. dels en libertærisk forståelse, som betoner individets frihed og rettigheder, herunder at begrænse statens indgriben over for den enkeltes udfoldelsesmuligheder. Den identitære facet er en forudsætning for, at den libertære facet kan udfoldes.

Partiets altovervejende politiske sager er spørgsmålet om forbud mod islam i Danmark og et totalt stop for ikke-vestlig indvandring kombineret med massive hjemsendelser af herboende ikke-vestlige migranter. Partiet ønsker at udtræde af internationale konventioner, der regulerer flygtninge.
Partiet ønsker herudover at øge politistyrken. En del af politistyrken skal herefter have til formål at være et specialiseret 'udlændingepoliti', der skal "[...] arbejde med at opspore og udsende illegale migranter og medvirke til “storstilede tvangsmæssige hjemsendelser af muslimer og andre, der ikke har grundlaget for at bo i Danmark”".

### Debat om "islamkritisk" vs. "antimuslimsk"
Blandt eksperter og i medierne har det været diskuteret, hvordan partiets politik overfor islam og muslimer bedst benævnes. I flere medier betegnes partiet som islamkritisk. Religionssociologen Brian Arly Jacobsen fra Københavns Universitet har anført, at denne betegnelse er misvisende i Stram Kurs' tilfælde, fordi partiets holdning ikke er en kritisk vurdering af en religiøs praksis eller idé ud fra akademiske kriterier, som begrebet islamkritik egentlig dækker over. I stedet foretrækker han at kalde partiets grundholdning antimuslimsk. Danmarks Radio, der tidligere har omtalt partileder Rasmus Paludan som islamkritisk, har vurderet, at denne betegnelse ikke længere var det mest præcise, efter at Paludan blev dømt i byretten for at have overtrådt racismeparagraffen. Andre medier har betegnet partiet som "yderligtgående islamkritisk", "islamfjendsk" eller "islamfjendtligt". Historikeren Adam Holm, der har skrevet en ph.d.-afhandling om europæisk højreradikalisme, betegner Stram Kurs' politik som "islamofobisk", og historikeren Claus Bryld bruger udtrykket "antiislamisk".

### Øvrige politiske spørgsmål
Kun få medier og kommentatorer har beskæftiget sig mere dybtgående med partiets andre programpunkter.
Selv præsenterer partiet sin politik dels på sin hjemmeside, dels på en videoplayliste offentliggjort i forbindelse med Skolevalg 2019.
I forbindelse med folketingsvalget 2019 har partiet vist sig noget tilbageholdende med at udbrede, hvad dets holdning til nogle af de vigtigste eller mest omtalte valgtemaer egentlig er. Således har partiet som det eneste af de 13 opstillingsberettigede partier til dette valg afstået fra at besvare spørgsmål herom fra flere af de landsdækkende dagblade. Heller ikke pædagogernes fagblad Børn & unge fik svar tilbage fra Stram Kurs om deres holdninger til skoleområdet.

### Politisk fløj
Rasmus Paludan, partiets leder, er "ikke i tvivl om, at han hører mest til i den borgerlige blok, hvis han skal indgå i et valgforbund". Analyseinstituttet Voxmeter henregner partiet til den såkaldte blå blok.
Det Konservative Folkepartis formand Søren Pape Poulsen har sagt, at han forstår, at Stram Kurs ikke tilhører nogen af de politiske blokke.
Flere eksperter har søgt at indkredse, hvordan partiet skal opfattes. Journalisten og forfatteren Tom Carstensen, der har fulgt den yderste højrefløj i en årrække, skelner mellem den "ekstreme højrefløj" og den "radikale højrefløj", og han henregner Stram Kurs til den radikale højrefløj, ligesom lektor Jan Ifversen fra Aarhus Universitet kalder partiets standpunkt højreradikalt. Projektleder Christian Mogensen fra Center for Digital Pædagogik mener, at der er tale om en eksponent for det alternative højre, også benævnt alt-right i udlandet. Ifølge historikeren Christian Egander Skov, der forsker i højreradikalisme og politisk historie, er Stram Kurs "et ekstremt højrepopulistisk parti". Historiker og forsker i demokrati Benjamin Ask Popp-Madsen kalder Stram Kurs politik for fascistisk. 

## Organisation
Medlemsskabsforhold omtales i § 3 i partiets vedtægter. Partiets leder, Rasmus Paludan, understreger, at "hvis man er eller har været nazist, så kan man slet ikke være medlem af Stram Kurs."

## Valgresultater

### Kommunalvalget 2017
Partiet stillede op i to regioner og seks kommuner ved kommunalvalget 2017. Sammenlagt fik partiet 1120 stemmer ved de to valg i november 2017.
| Kommune     | Stemmer | Procent     | Ref.          |
| ----------- | ------- | ----------- | ------------- |
| Albertslund | 23      | 0,2 % (#8)  | [ 61 ]        |
| Glostrup    | 25      | 0,2 % (#8)  | [ 62 ]        |
| Hvidovre    | 25      | 0,1 % (#12) | [ 63 ]        |
| Rødovre     | 16      | 0,1 % (#8)  | [ 64 ]        |
| Kalundborg  | 33      | 0,1 % (#13) | [ 65 ] [ 66 ] |
| København   | 164     | 0,0 % (#21) | [ 67 ]        |

### Regionsrådsvalget 2017
| Region      | Stemmer | Procent     | Kilde  |
| ----------- | ------- | ----------- | ------ |
| Hovedstaden | 566     | 0,1 % (#27) | [ 68 ] |
| Sjælland    | 268     | 0,1 % (#16) | [ 69 ] |

### Folketingsvalget 2019
|             | Stemmer | Procent     | Ref.   |
| ----------- | ------- | ----------- | ------ |
| Hele landet | 63.114  | 1,8 % (#11) | [ 70 ] |

### Regionsrådsvalget 2021
Partiet stillede op i tre regioner ved kommunal- og regionsvalget 2021.
| Region      | Stemmer | Procent |
| ----------- | ------- | ------- |
| Nordjylland | 208     | 0,1 %   |
| Syddanmark  | 707     | 0,1 %   |
| Hovedstaden | 1021    | 0,1 %   |